# Obszar Przemysłowy Kaesŏng
Obszar Przemysłowy Kaesŏng (kor. 개성 공업 지구, Kaesŏng Kongŏp Chigu) – specjalny region administracyjny Korei Północnej, założony w 2002 roku w części miasta Kaesŏng, administrowanego przez rząd północnokoreański.
Region pełni rolę pola doświadczalnego dla wolnego handlu i reform. Na mocy czterech porozumień handlowo-podatkowych między obydwoma państwami koreańskimi z sierpnia 2003 roku, w grudniu 2004 utworzono w OP Kaesŏng park technologiczny.
Region posiada pełną autonomię wewnętrzną i jest powiązany gospodarczo z Koreą Południową (podłączony jest do południowokoreańskiej sieci energetycznej i telefonicznej).
W marcu 2005 15 południowokoreańskich przedsiębiorstw otworzyło tu swoje fabryki. Pod koniec 2007 działało już tu 250 przedsiębiorstw, zatrudniających łącznie 100 000 ludzi.
Na początku kwietnia 2013 roku z powodu wejścia Korei Płn. z Koreą Płd. w "stan wojny", Pjongjang nie wpuścił do tej strefy południowokoreańskich pracowników, a 8 lub 9 kwietnia 2013 północnokoreańscy robotnicy nie przybyli do strefy. Do 29 kwietnia strefę opuścili pozostali południowokoreańscy pracownicy. 7 lipca 2013 delegacje państw koreańskich porozumiały się w sprawie ponownego otwarcia okręgu, które nastąpiło 16 września 2013. Według danych południowokoreańskiego ministerstwa ds. zjednoczenia narodowego z Południa do okręgu miało przybyć 830 pracowników oraz biznesmenów

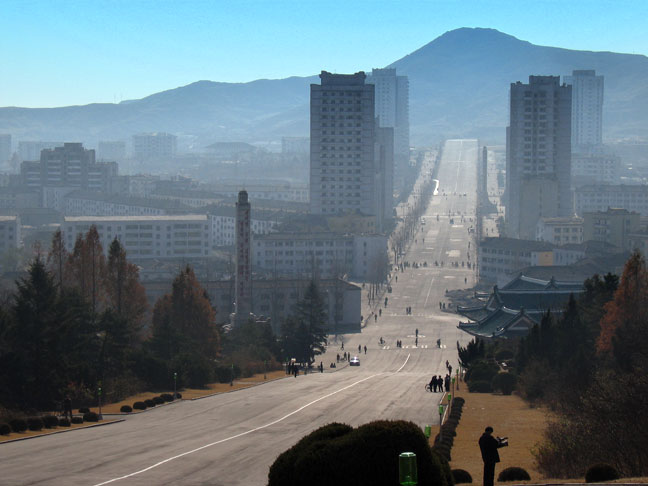

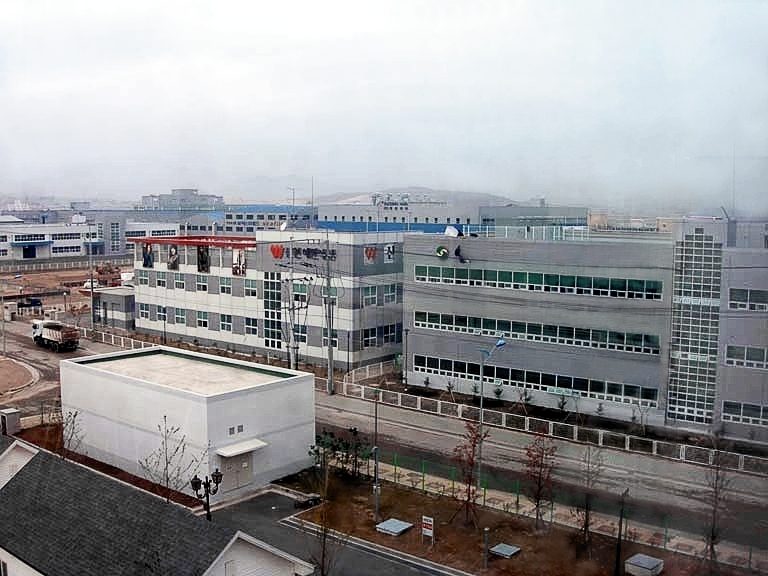
Zakłady przemysłowe w Kaesŏngu